# North Roe
North Roe és un petit poble i una àrea protegida de Northmavine, gran península situada al nord-nord-oest de l'illa de Mainland, a les Shetland.

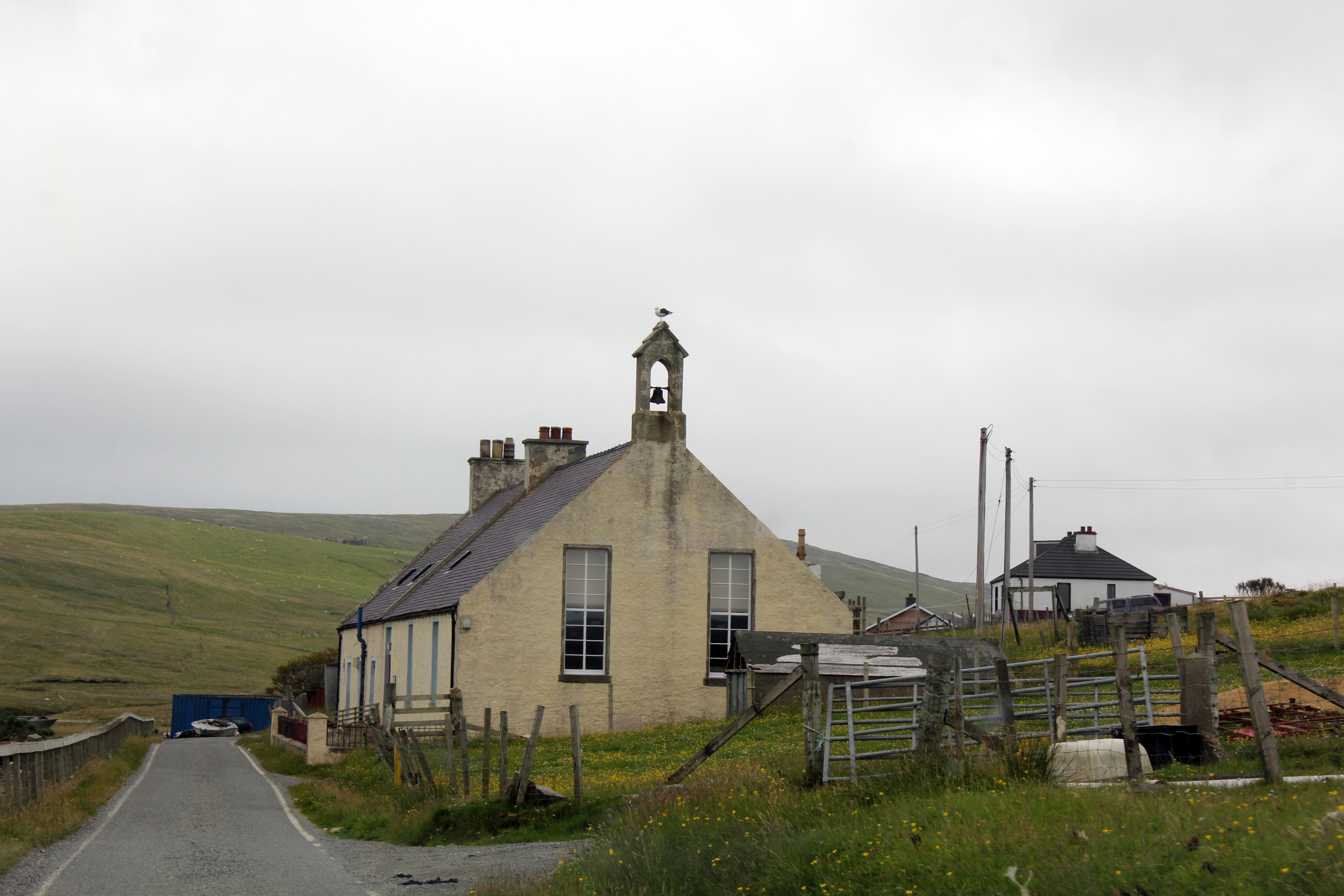
Església metodista a North Roe.

És un poble petit, amb una escola amb menys d'una dotzena d'alumnes el 2011.
L'altiplà dels aiguamolls al sud-oest de l'assentament forma part de l'àrea d'aiguamolls reconeguda internacionalment de Ronas Hill-North Roe i Tingon, protegida segons els termes del Conveni de Ramsar sobre els aiguamolls. També és un Zona d'especial protecció per a les Aus.

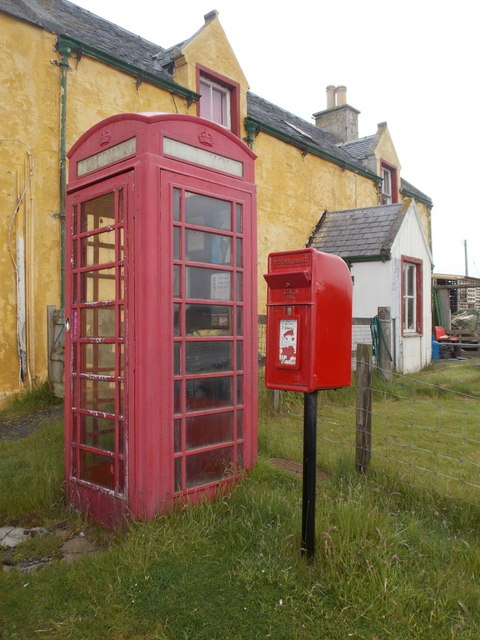
Cabina telefònia a North Roe.

Pel poble hi passa la carretera A970, que recorre la part continental de les Shetland de sud a nord i és una calçada única durant els darrers 15.5 km.